# Vincenzo Biondo
Vincenzo Biondo (Palermo, 13 febbraio 1932) è un ex calciatore italiano, di ruolo portiere.

## Carriera
Ha giocato per almeno tre stagioni con Palermo (con intermezzi alla Cavese, in prestito, e al Siracusa) per un totale di 2 presenze in campionato (una in Serie B e l'altra in Serie A) ed altrettante apparizioni nella Coppa Mitropa 1960, nella doppia sfida contro il Diósgyőri.